# Lap steel guitar
La lap steel guitar (chiamata anche semplicemente lap steel, o "chitarra hawaiana") è una tipologia di chitarra steel che si suona da seduti, appoggiata sulle gambe (lap, in inglese, vuol dire effettivamente "grembo"), sprovvista quindi di meccanismi a pedale.

## Descrizione
Per estensione il termine si applica allo stesso strumento, anche se sostenuto da una consolle o tenuto all'altezza del ventre da una cinghia più corta del solito.
La steel guitar è detta così perché si suona con una barretta d'acciaio chiamata steel-bar o tone-bar (su accordature non standard dette "aperte"). Le corde non toccano quindi mai la tastiera e i tasti sono ridotti alla semplice funzione di riferimento delle note.
Generalmente le lap steel hanno sei corde ma si trovano modelli a 7, 8 e persino 10 corde, talvolta dotati di più tastiere indipendenti.
Lo strumento è utilizzato principalmente nella musica hawaiana, hula e hapa-haole, al country degli anni trenta e quaranta, al western-swing più di recente se ne fa un uso estensivo nel neo-progressive, nel post-rock e nel post metal, come nel caso di Steve Howe degli  Yes, di David Gilmour dei Pink Floyd, di Ben Harper, dei Red Sparowes e dei Godspeed You! Black Emperor. Recentemente è stata usata nel celebre brano Come with Me Now del gruppo musicale sudafricano Kongos, nel quale viene suonata dal cantante e bassista Dylan Kongos.
Dalla lap è derivata la moderna pedal steel.

## Tipologie
Vi sono due tipi fondamentali di chitarre lap steel:
1. acustica, con una cassa del tutto simile a quella di una chitarra classica, dreadnought o resofonica (dobro) o ancora di tipo Weissenborn;
2. elettrica, dotata di pick-up come sulle chitarre elettriche.